# Parancistrocerus microsynoeca
Parancistrocerus microsynoeca är en stekelart som först beskrevs av Carlos Schrottky 1909.  Parancistrocerus microsynoeca ingår i släktet Parancistrocerus och familjen Eumenidae. Utöver nominatformen finns också underarten P. m. obscurus.